# Silvisaurus
Silvisaurus condrayi
Genre
Espèce
Silvisaurus désigne un genre éteint de dinosaures ornithischiens herbivores, un ankylosaurien de la famille des nodosauridés. Il a vécu à la fin du Crétacé inférieur (Albien), soit il y a environ entre 113,2 et 100,5 millions d'années, dans ce qui est aujourd'hui le Kansas. Il a été découvert dans la formation géologique du Dakota.
Une seule espèce est rattachée au genre : Silvisaurus condrayi, dont le fossile a été découvert dans les années 1950 par l'éleveur Warren H. Condray. Il a été décrit en 1960 par Eaton de l'Université du Kansas. 

## Étymologie
Le nom de genre Silvisaurus est composé du mot latin « silva », « bois », et celui du grec ancien « σαῦρος / saûros », « lézard », pour donner littéralement « lézard de la forêt». Le nom spécifique honore le découvreur Warren H. Condray.

## Description
Basée sur les restes trouvés (crâne, plus partie avant du squelette), la taille de Silvisaurus a été estimée à environ 4 mètres de longueur. Son crâne mesure 33 centimètres de long et 25 centimètres de large. il porte des dents coniques et émoussées à l'avant de la mâchoire sur les prémaxillaire et au moins 25 dents sur son dentaire. Son crâne montre de grandes cavités qui devaient lui permettent d'émettre des sons bruyants, vraisemblablement pour communiquer.  

## Classification
Au sein de la famille des nodosauridés, il est généralement placé à proximité du genre Sauropelta,.